# Чайниче (громада)
Чайниче (серб. Општина Чаjниче) — боснійська громада, розташована в регіоні Істочно-Сараєво Республіки Сербської. Адміністративним центром є місто Чайниче.